# Rodezja
Rodezja (ang. Rhodesia, od 1970 r. oficjalnie: Republika Rodezyjska, ang. Republic of Rhodesia) – państwo nieuznawane na arenie międzynarodowej położone w południowo-wschodniej Afryce, na terenie obecnego Zimbabwe, istniejące w latach 1965–1979. Ustanowione na obszarze dawnej kolonii brytyjskiej, Rodezji Południowej (w latach 1953–1963 wchodzącej w skład Federacji Rodezji i Niasy) w wyniku jednostronnej deklaracji niepodległości, mającej zapewnić kontynuację rządów białej mniejszości. Presja międzynarodowa i wojna partyzancka wymusiły pełną emancypację ludności czarnoskórej i ostatecznie doprowadziły do ustanowienia w 1980 roku republiki Zimbabwe. Stolicą i największym miastem było Salisbury (ob. Harare), a premierem przez cały okres istnienia kraju – Ian Smith.
Nazwa „Rodezja” stosowana była od końca XIX wieku dla większego regionu obejmującego także, niepodległą od 1964 roku, Zambię.

## Historia
Kolonizacja Rodezji przez białych osadników miała miejsce pod koniec XIX wieku. Kolonizacja już wówczas spotkała się ze sprzeciwem ludności rodzimej. W 1960 roku Wielka Brytania obiecała nadanie niepodległości krajom Afryki z gwarancją, że rządy w nich obejmie czarna większość. Pomimo tego wśród białej ludności rodezyjskiej narastały obawy związane z nieuchronnym oddaniem rządów czarnej większości. Biali działacze rodezyjscy w dniu 11 listopada 1965 roku ogłosili jednostronnie niepodległość, która nigdy nie uzyskała formalnego uznania żadnego z państw na świecie, jednakże cieszyła się nieoficjalnym poparciem RPA oraz Portugalii. Nowy rząd białej mniejszości oficjalnie nadał prawa wyborcze wszystkim bez względu na rasę, jednakże skutecznie i celowo wyeliminował zdecydowaną większość czarnych z głosowania poprzez wprowadzenie cenzusu majątkowego. Rasistowska polityka rządu połączona z wielkimi nierównościami ekonomicznymi między białymi i czarnymi (biali posiadali większość żyznej ziemi, podczas gdy czarni poprzez przymusowe eksmisje zostali usunięci ze swoich terenów) doprowadziła do sporu między tubylcami a rządem. Na początku lat 60. w Rodezji Południowej mieszkało 270 tysięcy białych i ponad 4 miliony czarnych. Istniejące partie i organizacje walczące o równe prawa czarnej ludności były systematycznie delegalizowane, ich liderzy i członkowie aresztowani i prześladowani.

### Opozycja wobec rządu białych
W 1964 nowy rząd kolonii utworzyła rasistowska partia Front Rodezyjski kierowana przez Iana Douglasa Smitha. Przeciwko reżimowi białej mniejszości opowiedziała się m.in. rodezyjska frakcja Afrykańskiego Kongresu Narodowego. W 1959 roku organizacja ta została w tym kraju zdelegalizowana. W 1960 roku powstał nowy ruch opozycyjny – Narodowa Partia Demokratyczna, która jednakże również została zdelegalizowana. W 1961 roku powstał Afrykański Ludowy Związek Zimbabwe (w skrócie ZAPU, nazwę „Zimbabwe” przyjął ze zrujnowanej osady stanowiącej od IX do XIV wieku ognisko kultury kontynentu), organizacja zdelegalizowana została dwa lata później a jej lider Joshua Nkomo osadzony w więzieniu. Konflikt między opozycją a reżimem starał się bezskutecznie rozwiązać rząd Wielkiej Brytanii. W 1964 roku Afrykański Ludowy Związek Zimbabwe przeniósł się do sąsiedniej Zambii, gdzie utworzył organizację partyzancką pod nazwą Niezależna Ludowa Rewolucyjna Armia Zimbabwe i rozpoczął batalię partyzancką przeciwko rządowi. W 1963 roku powstała odrębna od ZAPU organizacja opozycyjna, Afrykański Narodowy Związek Zimbabwe (ZANU). Składała się ona z byłych członków ZAPU rozczarowanych umiarkowaną polityką kierownictwa partii. ZANU udało się w tym okresie zyskać masowe poparcie ludu Szona, najliczniejszej grupy etnicznej kraju.
11 listopada 1965 rząd Smitha, przeciwstawiając się planom rządu brytyjskiego przekazania władzy czarnej większości, ogłosił jednostronnie niepodległość Rodezji. Społeczność międzynarodowa nie uznała tego faktu i prawie wszystkie kraje dalej traktowały Rodezję jako kolonię brytyjską. Londyn od samego początku rozpoczął długotrwałe próby rozwiązania konfliktu rodezyjskiego poprzez nakłonienie miejscowego rządu do równouprawnienia czarnej ludności. ONZ, uznając ogłoszenie niepodległości za nielegalne, wezwała do bojkotu tego kraju. W 1970 Rodezja została proklamowana republiką.

### Wojna partyzancka
W latach siedemdziesiątych przybrała na sile walka dwóch ugrupowań walczących o wyzwolenie czarnej ludności (ZANU i ZAPU), które prowadziły walkę zbrojną z rządem Iana Douglasa Smitha (wojna w buszu albo Druga Chimurenga). W 1976 i 1977 do niepodległego już Mozambiku kilkukrotnie wkroczyła armia rodezyjska, która przeprowadziła na terenie kraju akcje militarne skierowane przeciwko Afrykańskiej Armii Narodowego Wyzwolenia Zimbabwe stacjonującej w Mozambiku. W 1976 ZAPU wraz ze swoim rywalem – ZANU, kierowanym przez Roberta Mugabe, utworzył Patriotyczny Front Zimbabwe (PF). W latach 70. umiarkowany Nkomo został szefem delegacji opozycji, która w październiku 1976 wyruszyła do Szwajcarii w celu nawiązania rozmów z premierem Ianem Smithem. Nie zgadzając się na propozycje kompromisów, w okresie 1977-1978 opozycja nasiliła akcje militarne. 14 sierpnia 1978 miało miejsce tajne spotkanie Nkomo i Smitha w Zambii, jednak 3 tygodnie później rodezyjski samolot pasażerski został zestrzelony przez zimbabweńskich partyzantów, co zaostrzyło działania stron wojny domowej.
Pod wpływem nacisków zagranicznych oraz intensyfikacji działań zbrojnych ZANU i ZAPU doszło do negocjacji pomiędzy rządem Smitha i czarną opozycją, w wyniku których utworzono w 1979 przejściowy rząd Zimbabwe-Rodezji z czarnoskórym umiarkowanym politykiem arcybiskupem Abelem Muzorewą. W 1980 w wyniku demokratycznych wyborów zwycięstwo odniosła organizacja ZANU kierowana przez Roberta Mugabe. W dniu 18 IV 1980 nastąpiło proklamowanie nowego państwa noszącego nazwę Zimbabwe, co ostatecznie położyło kres istnieniu Rodezji.

## Flagi Rodezji

Flaga Rodezji z lat 1964–1968
Flaga Rodezji z lat 1968–1979
Flaga Zimbabwe-Rodezji z lat 1979–1980